# 朝鮮社会主義女性同盟
朝鮮社会主義女性同盟（ちょうせんしゃかいしゅぎじょせいどうめい）は、朝鮮民主主義人民共和国の大衆団体（民間団体）。 

## 歴史
1945年11月18日、北朝鮮民主女性同盟として女性勤労者の大衆的な政治組織として創設され、1951年1月20日に南朝鮮民主女性同盟といわゆる「統合」し、朝鮮民主女性同盟という名称と改称した。しかし、北朝鮮は、朝鮮民主女性同盟の起源を金日成の母の康盤石が1926年12月に組織したという「反日婦女会」と主張する。
初代委員長は、金正日の母である金正淑であった。
朝鮮民主女性同盟は、女性の労働者階級としての社会主義経済建設での女性の社会的地位を高める活動を行っている。
2016年11月に開かれた朝鮮民主女性同盟第6回大会では、組織の名称を「朝鮮民主女性同盟」から「朝鮮社会主義女性同盟」に改称した。

## 機能
朝鮮社会主義女性同盟は、朝鮮労働党の外郭団体として女性を「社会主義の母」にする役割を果たす。創設当時は18歳以上のすべての女性が加入対象だったが、1983年に開催された第5次大会以後は非党員で職場生活をしない30歳以上の専業主婦を加入対象としている。
中央委員会は朝鮮労働党の勤労団体部の指導を受け、傘下組織としては道・市（区域）・郡・里（洞）委員会で構成された初級団体、人民班を置いている。また、講演会、芸術小組活動、映画観覧、煽動会、建設現場・生産現場・軍隊支援のための動員事業を通じて、女性を社会主義建設に動員する役割を果たす。全員会議は1年に2回開催し、機関紙「朝鮮女性」を発行している。

## 歴代委員長
- 朴正愛　？〜1965年
- 金玉順　1965年〜1971年
- 金聖愛　1971年〜1998年
- 千延玉　1998年〜2000年
- 朴順姫　2000年〜2008年
- 盧成実　2008年〜2014年
- 金正順　2014年〜2017年
- 張春実　2017年〜2021年
- キム・ジョンスン　2021年〜[4]